# Toniak
Toniak (Acilius) – rodzaj chrząszczy z rodziny pływakowatych. Obejmuje 13 opisanych gatunków. Zamieszkują Holarktykę. Bytują w różnych słodkich wodach stojących. W zapisie kopalnym znane są od oligocenu.

## Morfologia
Chrząszcze o ciele długości od 10 do 18,2 mm, u większości gatunków palearktycznych spłaszczonym i bardzo szerokim, u A. duvergeri i gatunków nearktycznych bardziej wydłużonym; samice są przeciętnie nieco większe od samców. Z wyjątkiem A. duvergeri wierzch i spód ciała gęsto pokrywają makroskopowe punkty o dwojakiej budowie – półksiężycowate z przednią krawędzią wykrojoną i okrągłe z przednią krawędzią prostą do wypukłej. Najlepiej punktowanie to zaznacza się na przedpleczu i pokrywach. Na przedpleczu i pokrywach występuje ponadto punktowanie mikroskopowe i mikrosiateczkowanie.
Głowa ma ubarwienie żółte do rudego z czarnym wzorem, na który składa się przepaska nasadowa, dwie kropki na czole wygradzające V-kształtny znak, często jeszcze dwie kropki, wskutek których znak ów staje się M-kształtny, a u trzech gatunków ponadto występuje jasny V-kształtny znak za nadustkiem. Czułki są żółte z przyciemnieniem zaczynającym się od czwartego, piątego lub szóstego członu i ciągnącym się do wierzchołka. Głaszczki są żółte z przyciemnionymi członami wierzchołkowymi.
Tło przedplecza i pokryw jest żółtawe do żółtobrunatnego, tylko u A. sinensis czerwone. Czarny wzór na nim zawsze obejmuje dwa pasy biegnące wzdłuż przedniej i tylnej krawędzi w pewnej odległości od nich. Pasy te często połączone są cienkimi paskami biegnącymi wzdłuż brzegów bocznych, tworząc razem wzór podobny do trapezu. Pasy te mogą się także zlewać pośrodkowo lub być połączone linią środkową. Tarczka bywa od ceglastożółtej po czarną. Brunatny do czarnego wzór na pokrywach obejmuje drobne, miejscami pozlewane plamki (irroracje), przy czym jest on zredukowany na linii nasadowej i liniach przyszwowych. U samców pokrywy są zawsze gładkie i bezwłose. U samic większości gatunków na każdej pokrywie występują cztery porośnięte półwzniesionymi włoskami bruzdy wydzielone przez niepunktowane lub niemal niepunktowane żeberka. U większości gatunków samice mają ponadto przednio-boczne krawędzie pokryw bardziej wyokrąglone niż samce.
Spód ciała miewa barwę od całkiem rudożółtej po całkiem czarną, przy czym u toniaka bruzdkowanego i A. abbreviatus występuje pod tym względem duża zmienność wewnątrzgatunkowa. Przedpiersie ma krótki i szeroko zaokrąglony na szczycie wyrostek międzybiodrowy. Skrzydełka zapiersia są wąskie, ku szczytom rozszerzone w płaty i mają zakrzywione krawędzie przednie. Biodra tylnej pary (zabiodrza) są duże. Wyrostki zabiodrzy są szeroko zaokrąglone. Linie zabiodrzy zanikają ku przodowi i nie dochodzą do zapiersia. Wzdłuż przednich brzegów płytek zabiodrzy oraz po bokach sternitów odwłoka punktowanie formuje zmarszczki.
Odnóża przedniej i środkowej pary wykazują silny dymorfizm płciowy. U samców uda i golenie przedniej pary są rozszerzone, a stopy przedniej pary mają człony od pierwszego do trzeciego rozbudowane w formę talerza, na którego spodzie znajdują się trzy duże przylgi i nawet setki przylg drobnych. Stopy pary środkowej mają człony od pierwszego do trzeciego słabiej rozbudowane, zwykle zaopatrzone w pęki pozakrzywianych szczecin na krawędziach tylno-brzusznych, a u części gatunków palearktycznych także w niewielkie przylgi w częściach przednio-brzusznych. U obu płci odnóża tylnej pary są wiosłowato rozszerzone, wyposażone w szeregi złocistych szczecin pływnych na goleniach i stopach, przy czym szczeciny pływne obecne również są na odnóżach pary środkowej. Stopy tylnej pary mają przedni pazurek o połowę krótszy od tylnego.
Genitalia samca mają paramery o zesklerotyzowanych podstawach, równomiernie zakrzywionych do falistych brzegach bocznych i błoniastych, zakrywających w widoku grzbietowym większość płata środkowego wierzchołkowych połowach. Płat środkowy edeagusa ma zesklerotyzowaną podstawę, linię środkową i wierzchołek, boki zaś błoniaste. Samice cechują się bardzo długimi i wiotkimi walwami.

## Ekologia i występowanie

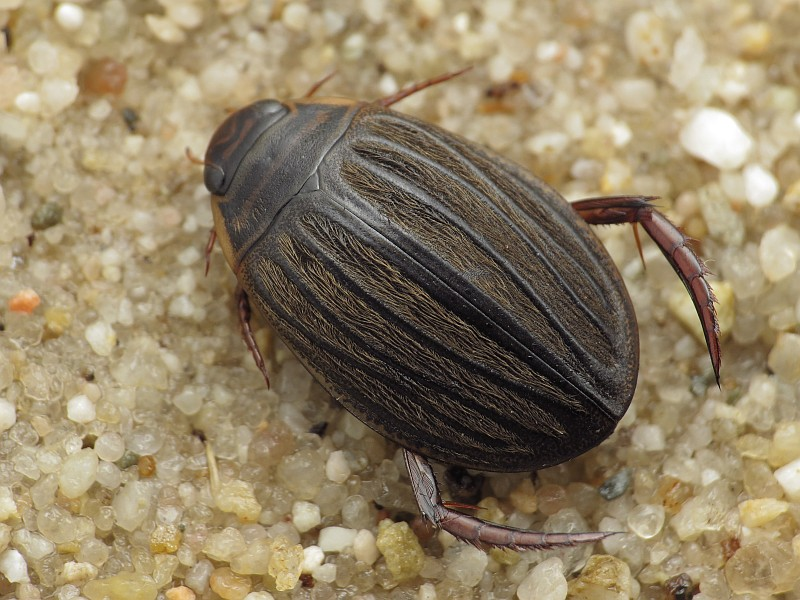
Samica toniaka bruzdkowanego

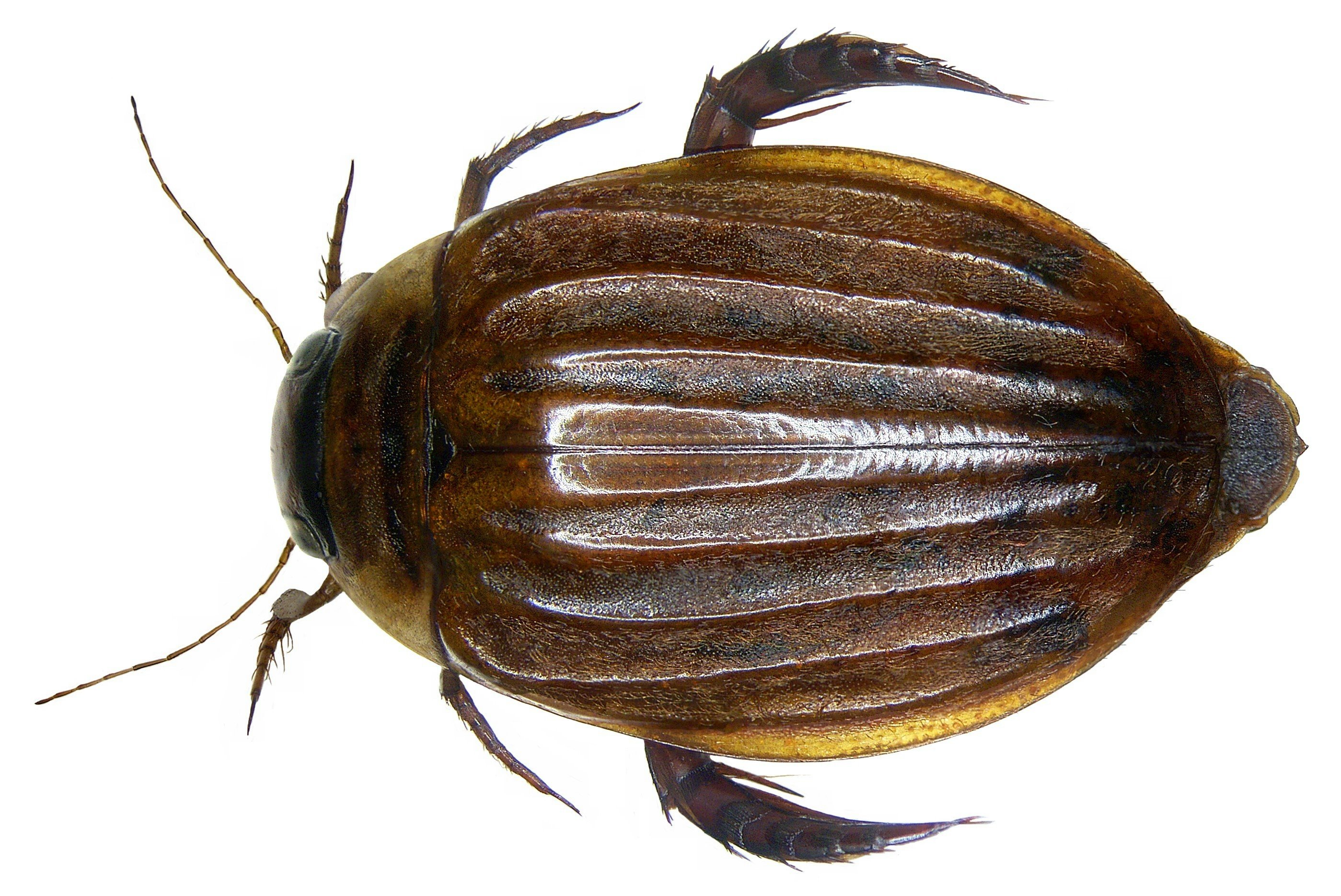
Samica Acilius sinensis

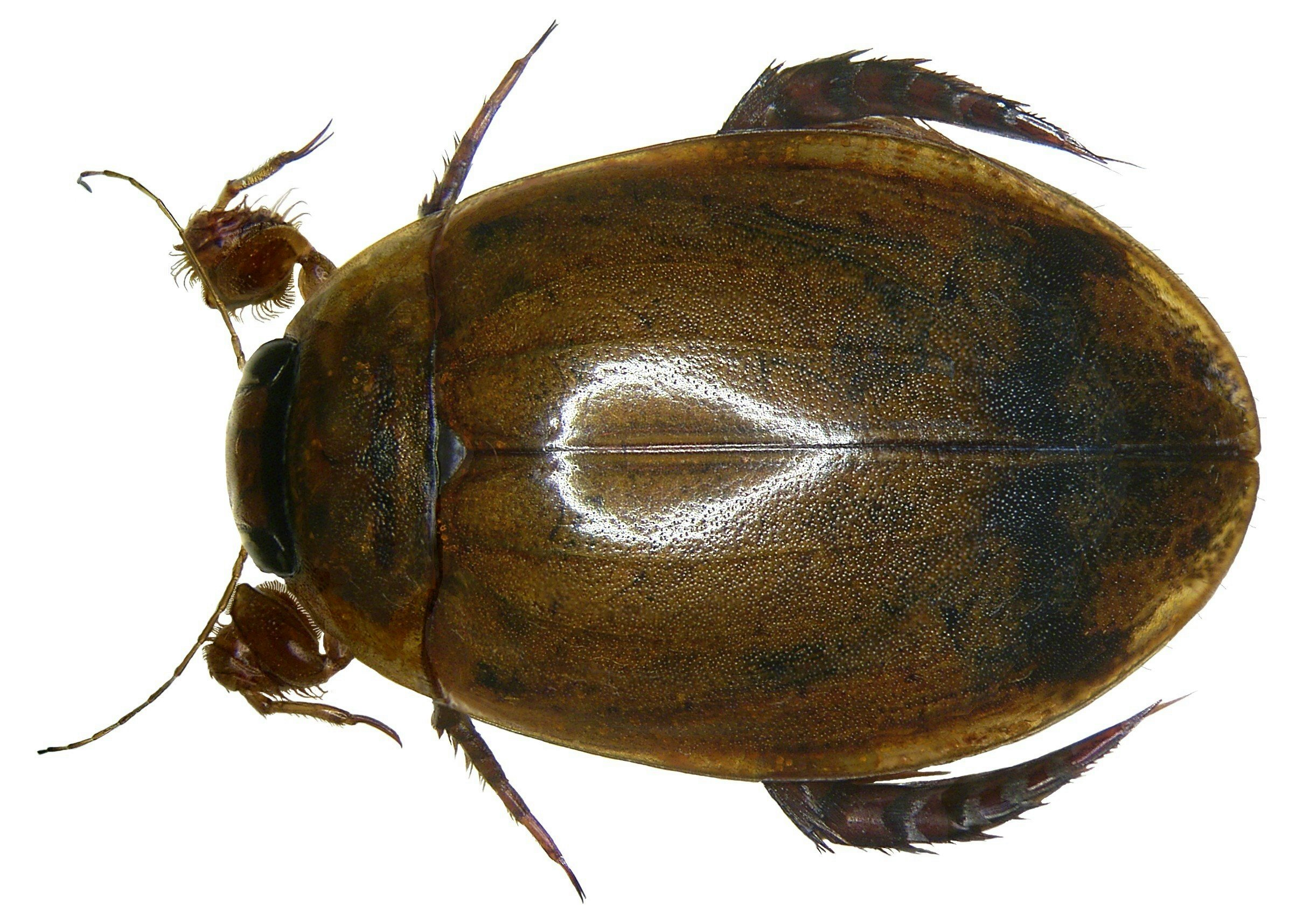
Samiec Acilius sinensis

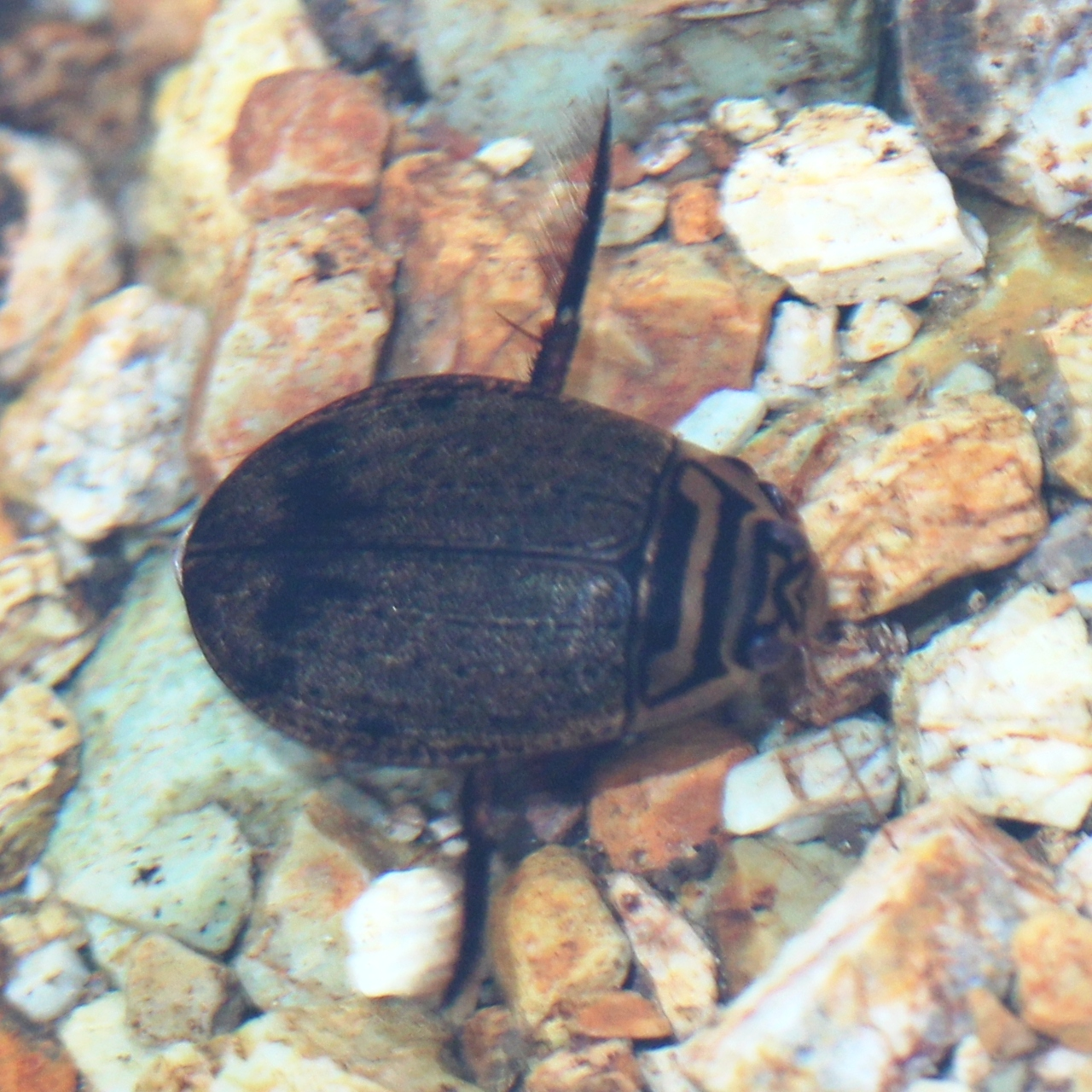
Acilius kishii

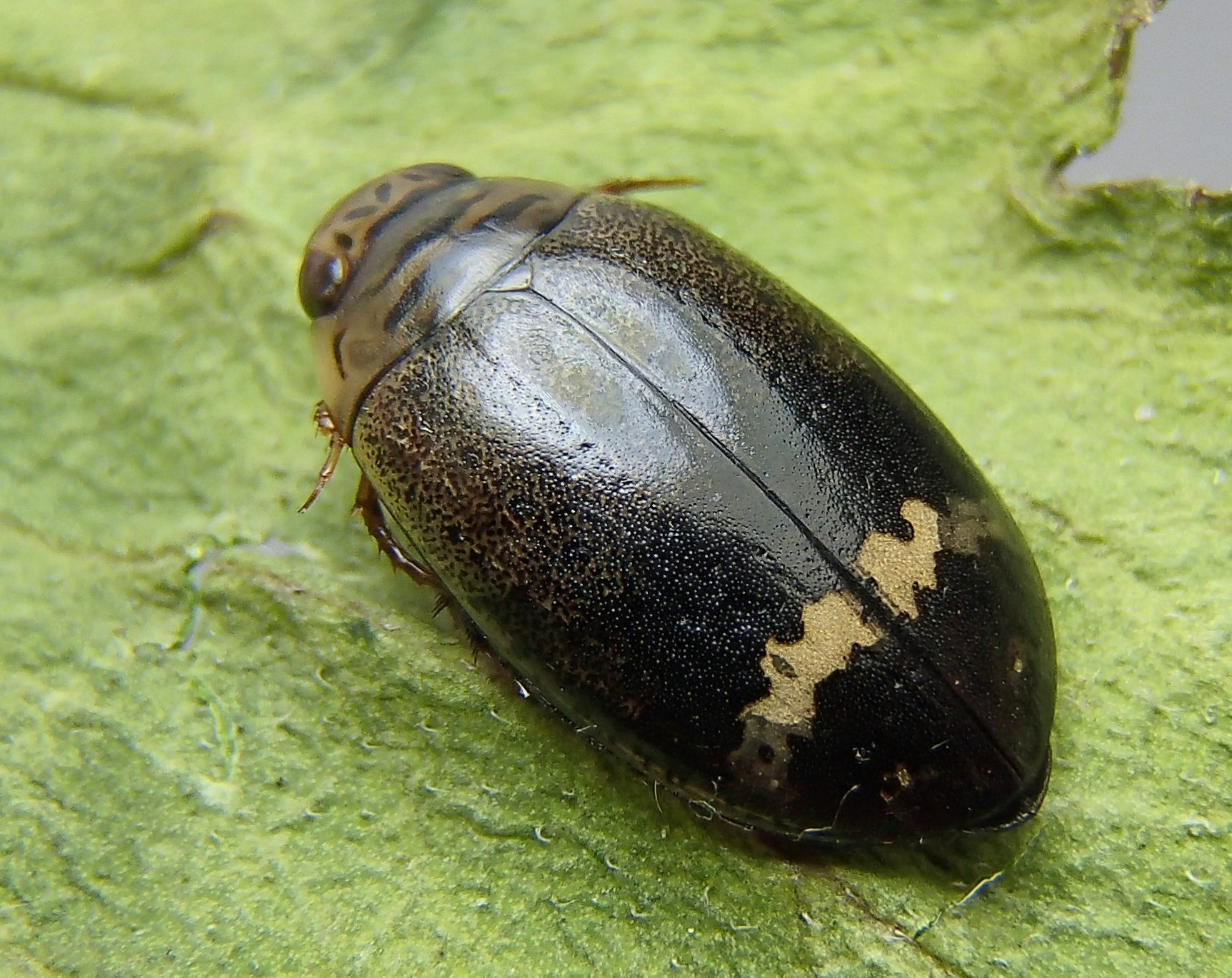
Acilius mediatus

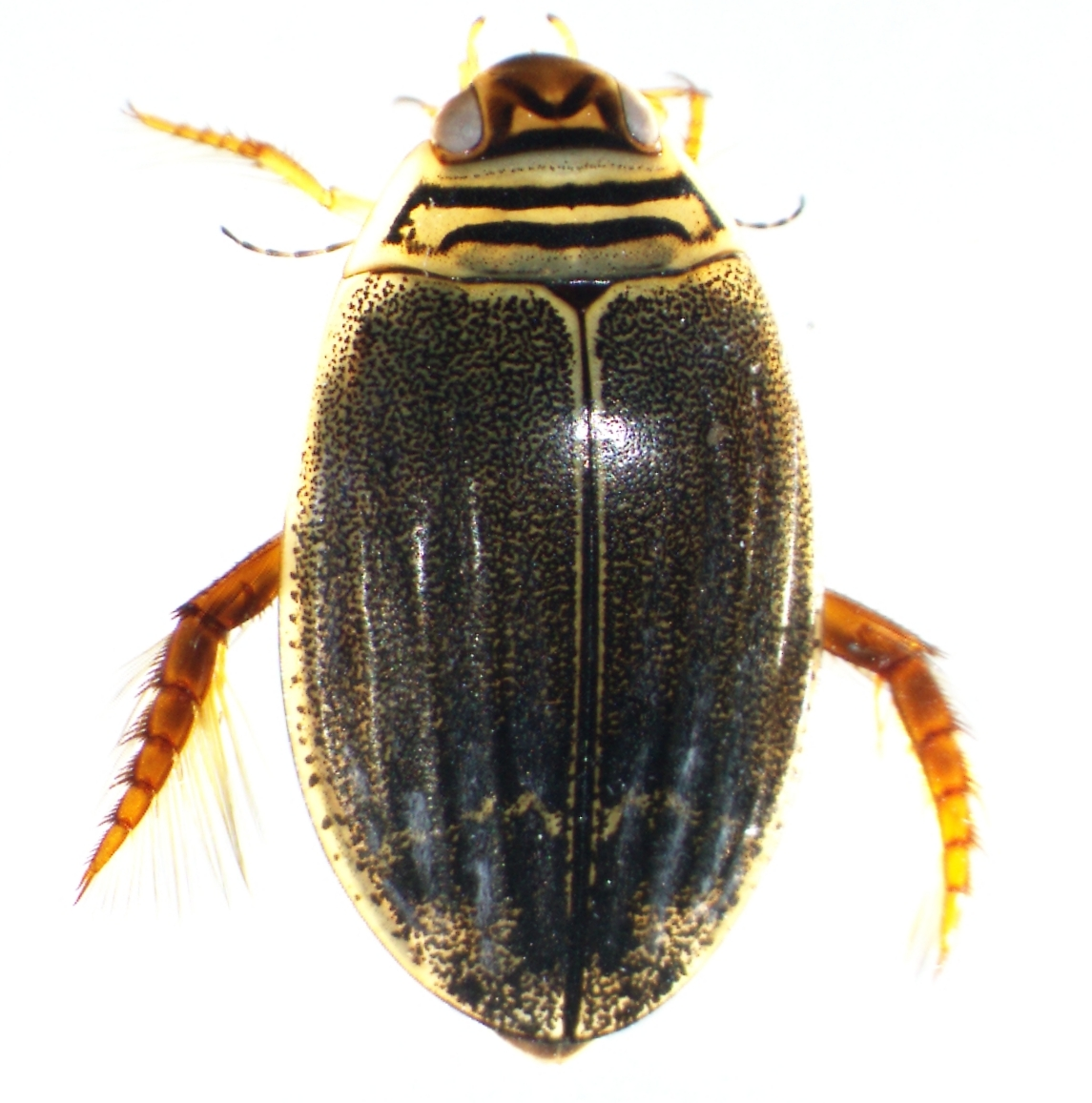
Samica Acilius semisulcatus

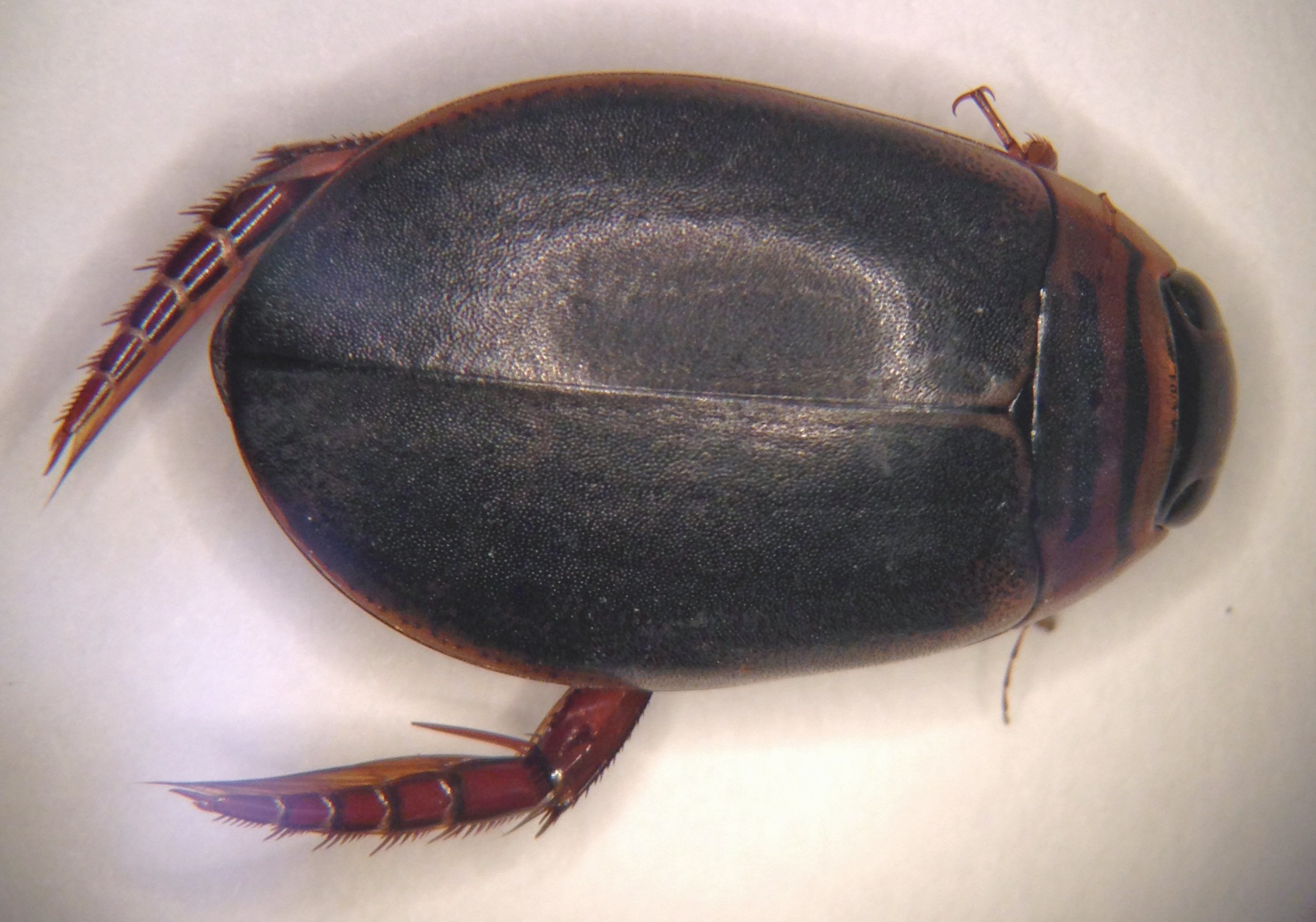
Acilius fraternus

### Zasięg i siedlisko
Przedstawiciele rodzaju zamieszkują krainy palearktyczną i nearktyczną, w Polsce będąc reprezentowanymi przez dwa gatunki – toniaka żeberkowanego i bruzdkowanego.
Zarówno larwy, jak i postacie dorosłe zasiedlają rozmaite wody stojące, preferując zbiorniki pozbawione ryb takie jak kałuże, bagna, torfowiska, stawki i glinianki. Nie mają preferencji względem roślinności, bytując zarówno w wodach gęsto zarośniętych, jak i pozbawionych roślin.

### Cykl rozwojowy i zachowanie
Cykl życiowy jest jednoroczny. Postacie dorosłe zimują w wodzie, także pod pokrywą lodu. Okres rozrodczy przypada na wiosnę i początek lata. Postacie dorosłe są dobrymi lotnikami i w tym okresie rozlatują się po różnych zbiornikach celem rozmnażania. Na czas kopulacji samiec przyczepia się do grzbietu samicy przyssawkami na stopach. Budowa pokryw samic większości gatunków ma mu za zadanie to utrudnić – samica w czasie kopulacji jest bardziej narażona na ataki drapieżników i w jej interesie jest, by akt ten trwał jak najkrócej.
Samice składają jaja ponad powierzchnią wody, ale w jej pobliżu, wybierając wilgotne zakamarki kory martwych pni i gałęzi, kępy mchów i szczeliny pod kamieniami.
Larwy klują się po około tygodniu i wracają do wody. Ich rozwój trwa około miesiąca i w tym czasie przechodzą dwie wylinki. Dobrze pływają za pomocą szybkich i jednostajnych ruchów wszystkich odnóży. Potrafią też zawisać w toni wodnej na dowolnej głębokości. Oddychają powietrzem atmosferycznym. W przypadku zagrożenia potrafią gwałtownie sprężać i rozprężać ciało, wykonując skoki nad powierzchnią wody. Przepoczwarczają się na lądzie, zakopane w glebie. Stadium poczwarki trwa od 16 do 28 dni i kończy się przed zimą.

### Pokarm
Zarówno larwa jak i imago są drapieżnikami, jednak w inny sposób przyjmują pokarm. Dorosłe osobniki zjadają swoją ofiarę, zaś larwa zabija zdobycz długimi sierpowatymi żuwaczkami, po czym wtryskuje do niej własne płyny trawienne, by po krótkim czasie z powrotem je wsysać razem z wnętrznościami.
Początkowe stadia larwalne żerują głównie na planktonowych skorupiakach, w tym wioślarkach, widłonogach i małżoraczkach, a w przypadku ich braku na młodych larwach komarowatych. Starsze larwy i osobniki dorosłe polują na większe larwy komarowatych i ochotkowatych, larwy jętek i ważek równoskrzydłych. Dorosłe chrząszcze ponadto polują na skąposzczety, larwy ważek różnoskrzydłych i kijanki. Żywią się także skrzekiem oraz padłymi rybami i płazami.

## Taksonomia
Takson ten wprowadzony został w 1817 roku przez Williama Elforda Leacha, który wówczas zaliczył doń tylko Dytiscus sulcatus, opisanego w 1758 roku przez Karola Linneusza. Nazwa Acilius została już wcześniej, w 1815 roku użyta przez Constantine’a Samuela Rafinesque, jednak opinią Międzynarodowej Komisji Nomenklatury Zoologicznej ów starszy homonim został zduszony, a nazwa rodzajowa toniaka zachowana.
Do rodzaju tego zalicza się 13 opisanych gatunków:
- podrodzaj: Acilius (Acilius) Leach, 1817
  - Acilius abbreviatus Aubé, 1838
  - Acilius athabascae Larson, 1975
  - Acilius canaliculatus (Nicolai, 1822) – toniak bruzdkowany
  - Acilius confusus Bergsten, 2006
  - Acilius fraternus (Harris, 1828)
  - Acilius japonicus Brinck, 1939
  - Acilius kishii Nakane, 1963
  - Acilius mediatus (Say, 1823)
  - Acilius semisulcatus Aubé, 1838
  - Acilius sinensis Peschet, 1915
  - Acilius sulcatus (Linnaeus, 1758) – toniak żeberkowany
  - Acilius sylvanus Hilsenhoff, 1975
- podrodzaj: Acilius (Homoelytrus) Gobert, 1874
  - Acilius duvergeri Gobert, 1874
- podrodzaj: incertae sedis
  - †Acilius florissantensis Wickham, 1909
  - †Acilius oeningensis (Heer, 1847)
  - †Acilius praesulcatus Lomnicki, 1894